# Certyfikat Microsoft
Certyfikat Microsoft (ang. Microsoft Certification w skrócie MC) –   certyfikat przyznawany przez przedsiębiorstwo Microsoft, który ma na celu potwierdzenie faktu posiadania określonej wiedzy z zakresu wybranej technologii. Jest jednocześnie mechanizmem pozwalającym na samosprawdzenie się, utwierdzenie, że osoba potrafi rozwiązywać problemy na różnym poziomie. Certyfikat przynosi cenne korzyści dla studentów, specjalistów IT, jak i ich menedżerów i organizacji, które ich zatrudniają.

## Generacje certyfikatów

### Microsoft Certified Professional (MCP)
Certyfikat MCP jest podstawowym certyfikatem. Ubiegają się o niego specjaliści posiadający umiejętności oraz doświadczenie w zakresie konkretnego wykorzystania danego produktu lub technologii Microsoft.

### Microsoft Certified Desktop Support Technician (MCDST)
Certyfikat MCDST potwierdza wysokie umiejętności w rozwiązywaniu problemów technicznych w zakresie obsługi stacji roboczych oraz systemów operacyjnych Microsoft Windows. Certyfikat został wycofany przez przedsiębiorstwo Microsoft z powodu pojawienia się systemu Vista, lecz jest nadal wspierany.

### Microsoft Certified Systems Administrator (MCSA)
Certyfikat MCSA stanowi potwierdzenie umiejętności w zakresie środowisk sieciowych i systemowych opartych na platformach Windows Server 2003, w tym na systemach z rodziny Windows Server 2003. Specjalista ubiegający się posiada wiedzę o implementacji, administracji tymi środowiskami i rozwiązywania problemów.

### Microsoft Certified Systems Engineer (MCSE)
Certyfikat MCSE jest podstawowym certyfikatem w zakresie analizy wymagań biznesowych oraz projektowaniem i wdrażaniem infrastruktury rozwiązań biznesowych opartych na platformach Microsoft Windows® 2000 i Windows Server System™.

### Microsoft Certified Database Administrator (MCDBA)
Certyfikat MCDBA jest głównym certyfikatem dla specjalistów w dziedzinie projektowania i wdrażania baz danych Microsoft SQL Server™ i zarządzania nimi. Kandydaci przed przystąpieniem ubiegania się o certyfikat muszą zdać 3 egzaminy główne:
- jeden egzamin z administrowania
- jeden egzamin z projektowania SQL Server
- spełnić wymagania z zakresu systemów sieciowych (również egzamin)

Należy ponadto zdać jeden egzamin potwierdzający znajomość konkretnego produktu serwerowego Microsoft.

### Microsoft Certified Application Developer (MCAD)
Certyfikat MCAD dla systemu Microsoft .NET jest potwierdzeniem wysokich umiejętności programistycznych oraz wykorzystywania technologii przedsiębiorstwa Microsoft do tworzenia i obsługi aplikacji. Kandydaci ubiegający się o ten certyfikat muszą zdać ponadto:
- jeden egzamin z tworzenia aplikacji sieciowych lub aplikacji Windows (główny)
- jeden egzamin z programowania usług sieciowych XML i komponentów serwerowych (główny)
- jeden egzamin z wybranej dziedziny (dodatkowy)

### Microsoft Certified Solution Developer (MCSD)
Certyfikat MCSD to główny certyfikat świadczący o najwyższym poziomie umiejętności w projektowaniu i tworzeniu rozwiązań biznesowych z wykorzystaniem narzędzi programistycznych, technologii i platform przedsiębiorstwa Microsoft oraz Microsoft .NET Framework 1.0, Microsoft .NET Framework 1.1. Kandydaci ubiegający się o ten certyfikat muszą zdać ponadto
- jeden egzamin z tworzenia aplikacji sieciowych
- jeden egzamin z tworzenia aplikacji Windows
- jeden egzamin z budowy usług sieciowych XML oraz składników serwera
- jeden egzamin z architektury rozwiązań
- jeden egzamin dodatkowy

## Nowa generacja certyfikatów
Głównym celem wprowadzenia nowej generacji certyfikatów Microsoft jest lepsze odzwierciedlenie i udokumentowanie umiejętności osób związanych z branżą IT.
Nowa generacja certyfikatów, składająca się trzech serii certyfikatów i czterech upoważnień, świadczy o posiadaniu znaczących umiejętności technicznych i architektonicznych.

### Technology Specialist
Certyfikat Microsoft Certified Technology Specialist potwierdza umiejętności techniczne w zakresie kluczowych produktów lub technologii Microsoft. Wprowadzenie go było spowodowane gwałtownych rozwojem rynku IT i pojawieniem się wielu nowych technologii.
Umożliwia wyspecjalizowanie się w wybranych technologiach oraz potwierdzić szeroką wiedzę oraz zdolności w ich zakresie.
Do obowiązków należą umiejętności w:
- implementowaniu
- tworzeniu
- stosowaniu
- rozwijaniu
- zarządzaniu

rozwiązań wykorzystujących technologię Microsoft.
Certyfikat składa się z jednego do trzech egzaminów oraz traci ważność w przypadku wygaśnięcia kluczowej technologii, której ten certyfikat dotyczy. Ponadto MCTS daje możliwość uzyskania Microsoft Certified Professional.

### IT Professional
Certyfikat Microsoft IT Professional potwierdza specjalistyczna wiedza i umiejętności wykorzystywane podczas pracy na danym stanowisku.
Osoba ubiegająca się powinna posiadać umiejętności z zakresu:
- projektowania
- zarządzania projektami
- planowania

Program certyfikacyjny składa się z jednego do trzech egzaminów, wymaga co najmniej jednego egzaminu z serii Microsoft Technology oraz wygasa po zaprzestaniu wspierania przez Microsoft.

### Master
Certyfikat Microsoft Master świadczy o posiadaniu umiejętności z zakresu wykorzystywania serwerowych technologii Microsoft.
Certyfikat ten pomaga specjalistom IT zagłębić się i poszerzyć doświadczenie z zakresu produktów serwerowych Microsoft.
Występuje pięć certyfikatów na tym poziomie:
- Microsoft Certified Master: Microsoft Exchange Server 2010 (nowy)
- Microsoft Certified Master: Microsoft Lync Server 2010
- Microsoft Certified Master: Microsoft Office SharePoint Server 2010
- Microsoft Certified Master: Microsoft SQL Server 2008 (nowy)
- Microsoft Certified Master: Windows Server 2008 R2: Directory

Certyfikat MCM jest wymagany do podjęcia certyfikatu Microsoft Certified Architect.

### Professional Developer
Certyfikat Microsoft Professional Developer jest dla specjalistów, z co najmniej dwuletnim doświadczeniem, którzy chcą zmierzyć umiejętności i wiedzę z zakresu oprogramowania Microsoft Visual Studio i Microsoft .NET Framework. Certyfikat ten stanowi bezstronny wskaźnik możliwości jako programista, jednocześnie pozwalając poszerzyć poświadczenia o wspieraniu nowych wydań w razie rozwoju biznesowego.
Certyfikacja potwierdza obszerny zestaw umiejętności, które są konieczne do wdrożenia, budowania, optymalizacji i obsługi aplikacji za pomocą Microsoft Visual Studio oraz Microsoft .NET Framework.

### Architect
Certyfikat Microsoft Architect świadczy o wysokich umiejętnościach w sektorze IT oraz kompetencjach we wdrażaniu rozwiązań biznesowych
Służy potwierdzeniu umiejętności najwybitniejszych ekspertów w architekturze IT spełniających wymienione wymagania:
- 10-letnie doświadczenie w dziedzinie informatyki
- 3-letnie doświadczenie w pracy architekta
- wykazuje się umiejętnościami technicznymi i przywódczymi
- należy do wyróżniającej się grupy zawodowej

Program certyfikacyjny wyróżnia się wśród pozostałych tym, że:
- posiada bardziej wymagający proces składania wniosków od innych certyfikatów.
- wymaga współpracy z opiekunem posiadającym certyfikat Microsoft Architect.
- przyznawany jest przez architektów IT ustalających procedury egzaminu
- kończy się ustnym egzaminem przed komisją specjalistów z tej dziedziny.

## Certyfikaty niezwiązane z generacjami

### Microsoft Certified Business Management Solutions Specialist (MCBMSS)
Certyfikat MCBMSS stanowi potwierdzenie wysokich umiejętności w zakresie Microsoft Dynamics oraz pokrewnych produktów biznesowych.

### Microsoft Certified Business Management Solutions Professional (MCBMSP)
Certyfikat MCBMSP skierowany jest do specjalistów w zakresie Microsoft Dynamics w jednym z trzech zakresów wiedzy:
- aplikacje
- wdrażanie
- instalacja i konfiguracja.

### Microsoft Office Specialist (MOS)
Certyfikat MOS stanowi standardowe potwierdzenie umiejętności w zakresie obsługi środowiska Microsoft Office.

### Microsoft Certified Application Specialist (MCAS)
Certyfikat MCAS potwierdza umiejętności w zakresie Microsoft Office 2007 oraz Windows Vista.

### Microsoft Certified Application Professional (MCAP)
Certyfikaty MCAP skierowany jest do specjalistów z zaawansowanymi umiejętności pozwalającymi wykorzystanie Microsoft Office 2007 oraz Microsoft Office SharePoint Server w środowiskach opartych na technologii Office.

### Microsoft Certified Trainer (MCT)
Certyfikat MCT potwierdza umiejętności trenerów w zakresie prowadzenia kursów autoryzowanych Microsoft.

### Microsoft Certified Learning Consultant (MCLC)
Certyfikat MCLC jest przeznaczony dla trenerów MCT będących ekspertami zajmującymi się doborem produktów edukacyjnych dla klientów.

## Wybór ścieżki
W zależności od doświadczenia, kwalifikacji i zainteresowań należy wybrać certyfikat, który najbardziej odpowiada. Lista certyfikatów znajduje się na stronie generacje certyfikatów.
Można również skorzystać z Mapy certyfikacji na stronie: Microsoft ICT Curriculum Roadmap.